# Dubá
Dubá (en allemand : Dauba) est une ville du district de Česká Lípa, dans la région de Liberec, en Tchéquie. Sa population s'élevait à 1 672 habitants en 2025.

## Géographie
Dubá se trouve à 16 km au sud de Česká Lípa, à 45 km au sud-ouest de Liberec et à 53 km au nord de Prague.

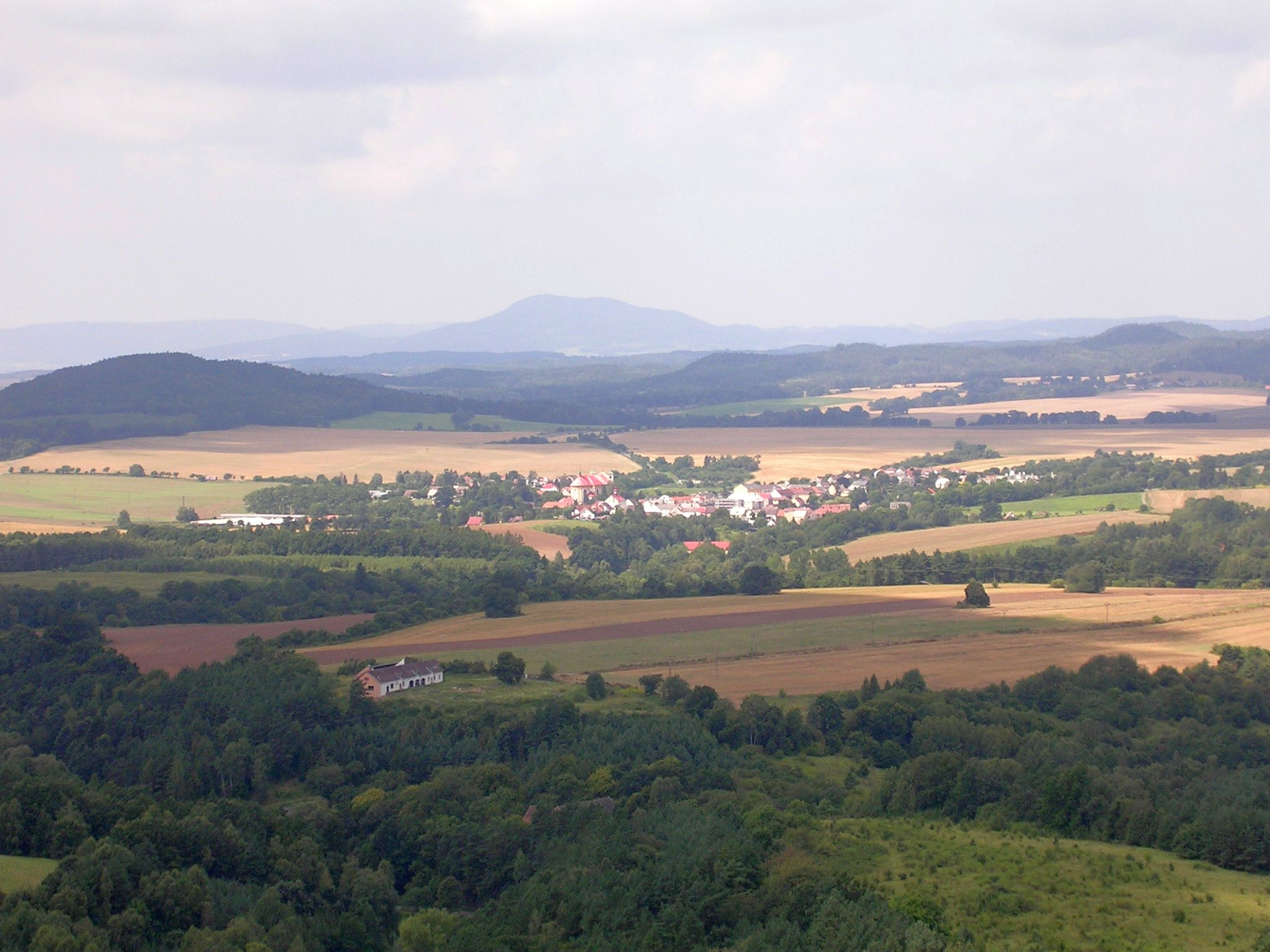
Dubá, vue depuis le Vysoký vrch (427 m).

La commune est limitée par Blíževedly et Holany au nord, par Jestřebí, Chlum, Vrchovany, Skalka u Doks, Doksy et Tachov à l'est, par Ždírec, Blatce, Dobřeň et Medonosy au sud, et par Snědovice et Tuhaň à l'ouest.

## Histoire
La première mention écrite de la localité date de 1253.
Jusqu'en 1918, la ville faisait partie de la monarchie autrichienne (empire d'Autriche), puis Autriche-Hongrie (Cisleithanie après le compromis de 1867), district de Dauba, un des 94 Bezirkshauptmannschaften en Bohême.

## Transports
Par la route, Dubá se trouve à 10 km de Doksy, à 20 km de Česká Lípa, à 63 km de Liberec et à 66 km de Prague.